# (7701) Zrzavý
(7701) Zrzavý ist ein Asteroid des mittleren Hauptgürtels, der am 14. Oktober 1990 vom tschechischen Astronomen Antonín Mrkos am Kleť-Observatorium (IAU-Code 046) in der Nähe der Stadt Český Krumlov in Südböhmen entdeckt wurde.
Der Asteroid wurde am 9. März 2001 nach dem tschechischen Maler, Grafiker und Illustrator Jan Zrzavý (1890–1977) benannt, der ein führender Künstler der bildenden tschechischen Avantgarde zu Beginn des 20. Jahrhunderts war.